# Kostel Nanebevzetí Panny Marie (Šlapanice)
Kostel Nanebevzetí Panny Marie je římskokatolický chrám v městě Šlapanice v okrese Brno-venkov. Je chráněn jako kulturní památka České republiky. Je farním kostelem šlapanické farnosti a zároveň děkanským chrámem šlapanického děkanství.

## Historie
Počátek historie šlapanického kostela je datován na přelom 12. a 13. století, kdy zde stál románský chrám.
Tato stavba byla na přelomu 13. a 14. století nahrazena gotickým kostelem. Ve středověku byla kolem chrámu postavena již neexistující hradba s baštami, takže fungoval jako opevněné útočiště pro obyvatele vsi. V době nepokojů na přelomu 14. a 15. století se ve šlapanickém kostele opevnila skupina loupežníků, proti které o Velikonocích roku 1401 vytáhli brněnští měšťané, jak to popisuje skladba „Pašije šlapanických loupežníků“. Loupežníci byli pobiti a kostel poničen.
I v následujících staletích trpěl při požárech či válečných událostech kostel vážné škody, než byl nakonec barokně přestavěn v letech 1753–1755, ačkoliv jen o dva roky později musel být ještě znovu opraven po požáru.
Po bitvě u Slavkova v prosinci 1805 bylo v kostele drženo 400 zajatých ruských vojáků; v sakristii a na šlapanickém zámku byla pro ně zřízena nemocnice.
K dalším významných úpravám šlapanického kostela došlo v roce 1887, kdy byla jeho věž zvýšena a obdržela hodiny z podolského zámku. Kompletní rekonstrukce se chrám dočkal v letech 1989–1990.

## Vzhled
Z původní románské stavby se dochovaly pouze fragmenty v jádru věže (zazděná románská hlavice) nebo v základech presbytáře. V presbytáři je zachována gotická křížová klenba a byly zde odkryty části gotických oken a dveří.
Kostel má pět oltářů. Malba oken pochází z roku 1890. Kamenný kříž u schodiště kostela pochází z roku 1750. Kolem kostela se do roku 1832 nacházel hřbitov.